# Synagoga w Rudzie Śląskiej
Synagoga w Rudzie Śląskiej – nieistniejąca synagoga, która znajdowała się w Wirku, obecnej dzielnicy Rudy Śląskiej, przy ulicy Kupieckiej.
Synagoga reformowana została zbudowana w 1891 roku. Została zburzona przez hitlerowców w 1939 roku podczas II wojny światowej.

## Architektura
Murowany budynek synagogi wzniesiono na planie prostokąta w stylu neogotycko-mauretańskim. Jej najbardziej charakterystycznym elementem były trzy wielkie kuliste kopuły, z których środkowa, największa była zwieńczona iglicą z gwiazdą Dawida.